# 秘密の島のニム
『秘密の島のニム』(原題Nim's Island)はカナダ生まれのオーストラリア人作家ウェンディー・オルー作の児童文学。2008年に映画化された(日本語タイトル『幸せの1ページ』)。

## 書籍
- Nim's Island Wendy Orr (Author), Kerry Millard (Illustrator), March 13 2001, Knopf Books for Young Readers, ISBN 9780375811234
- 『秘密の島のニム』ウェンディー・オルー(著)田中亜希子(訳), 2008年7月, あすなろ書房, ISBN 9784751524725

| スタブアイコン | サブスタブ | この項目は、まだ閲覧者の調べものの参照としては役立たない、文学に関連した書きかけの項目です。この項目を加筆・訂正などしてくださる協力者を求めています（P:文学、PJ:ライトノベル）。項目が小説家・作家の場合には{Writer-substub}を、文学作品以外の本・雑誌の場合には{Book-substub}を貼り付けてください。 |